# Kešinci
Kešinci är en ort i Kroatien.   Den ligger i länet Baranja, i den östra delen av landet, 210 km öster om huvudstaden Zagreb. Kešinci ligger 103 meter över havet och antalet invånare är 899.
Terrängen runt Kešinci är platt. Runt Kešinci är det glesbefolkat, med 14 invånare per kvadratkilometer. Närmaste större samhälle är Đakovo, 12,5 km väster om Kešinci. Trakten runt Kešinci består till största delen av jordbruksmark.